# Ульяновский механический завод
Акционерное общество «Ульяновский механический завод» (АО «УМЗ») — российское многопрофильное предприятие; производитель средств ПВО ближнего действия и средней дальности для Сухопутных войск, а также радиолокационных систем. Является дочерним обществом АО «Концерн ВКО «Алмаз - Антей», входит в оборонно-промышленный комплекс России. Завод расположен в городе Ульяновске. Наименование на английском языке — Joint-stock company «Ulyanovsk mechanical plant» (JSC «UMP»).
Основными направлениями деятельности АО «УМЗ» являются:
1. Производство специальной продукции: а) вооружений и военной техники (ВВТ) для нужд Министерства обороны Российской Федерации и на экспорт; б) научно-исследовательские и опытно-конструкторские работы по дальнейшей модернизации ранее выпускаемых изделий и их капитальный ремонт в войсковых частях; в) разработка новых изделий, подготовка к серийному выпуску новых изделий.
2. Производство гражданской продукции.

## Продукция военного назначения
УМЗ освоил и запустил в серийное производство ряд высокоэффективных средств ПВО Сухопутных войск и  радиолокационных систем:
- 1966 год — зенитная самоходная установка ближнего действия ЗСУ-23-4 «Шилка»
- 1967 год — «зенитный ракетный комплекс Куб» (Экспортная модификация - «Квадрат»)
- 1980 год — зенитный ракетный комплекс средней дальности ЗРК СД «Бук»
- 1981 год — зенитный пушечно-ракетный комплекс ближнего действия ЗПРК «Тунгуска»

В настоящее время (2016 г.) основной продукцией военного назначения, продвигаемой на выставках вооружений и через журнал «Национальная оборона» являются:
- ЗРК «Бук-М3» (с 2016 г.)[источник не указан 1404 дня]
- ЗРК «Бук-М2Э»[4] (с 2007 г.[5]) и мобильный тренажёр ЗРК «Бук-М2Э»[6] (с 2013 г.[7])
- модернизированная ЗСУ ЗПРК «Тунгуска-М1»[4] (с 2002 г.[8])
- модернизированная ЗСУ-23-4М4 «Шилка-М4»[4] (с 1999г.[9])

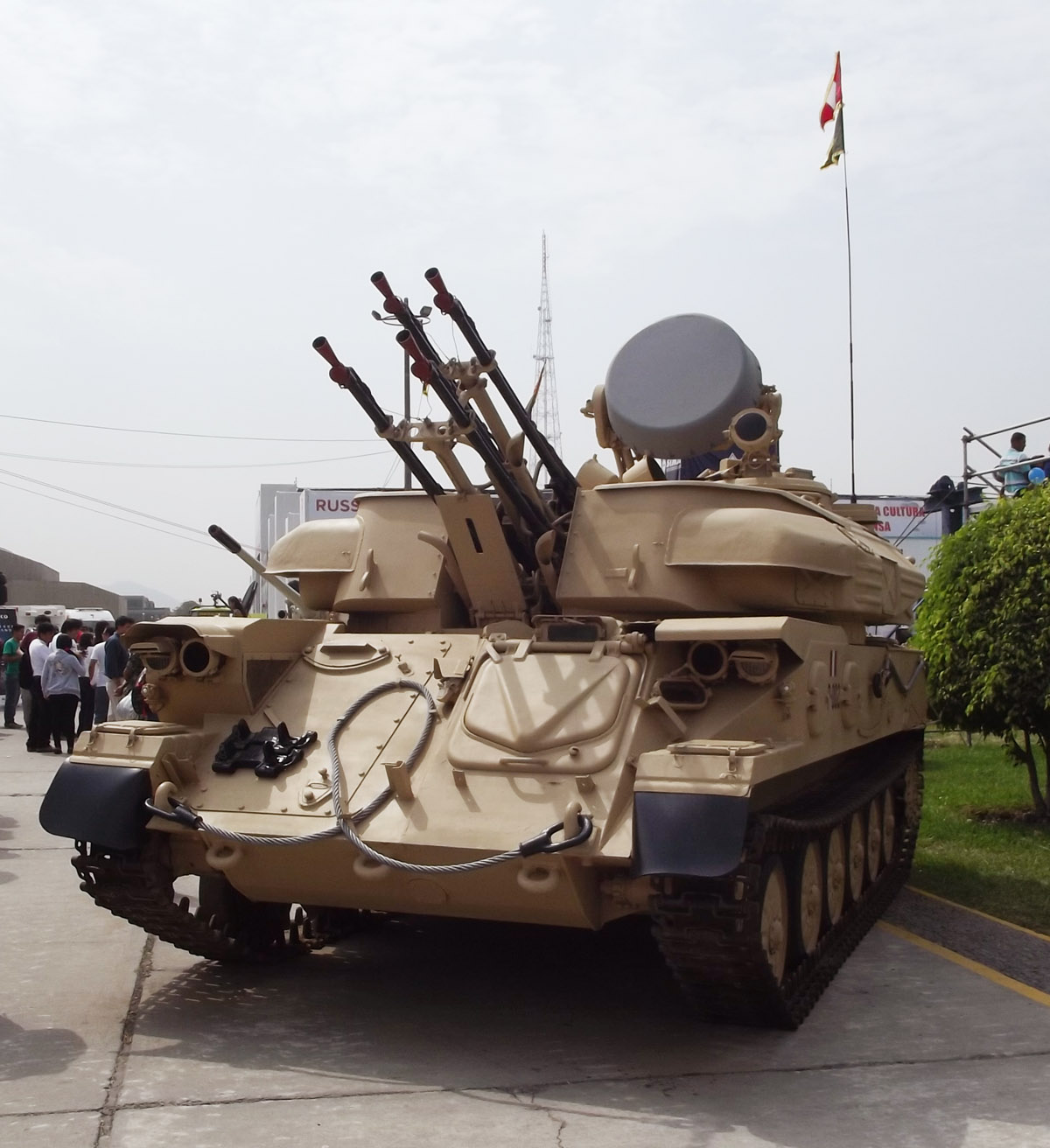
ЗСУ-23-4 «Шилка».
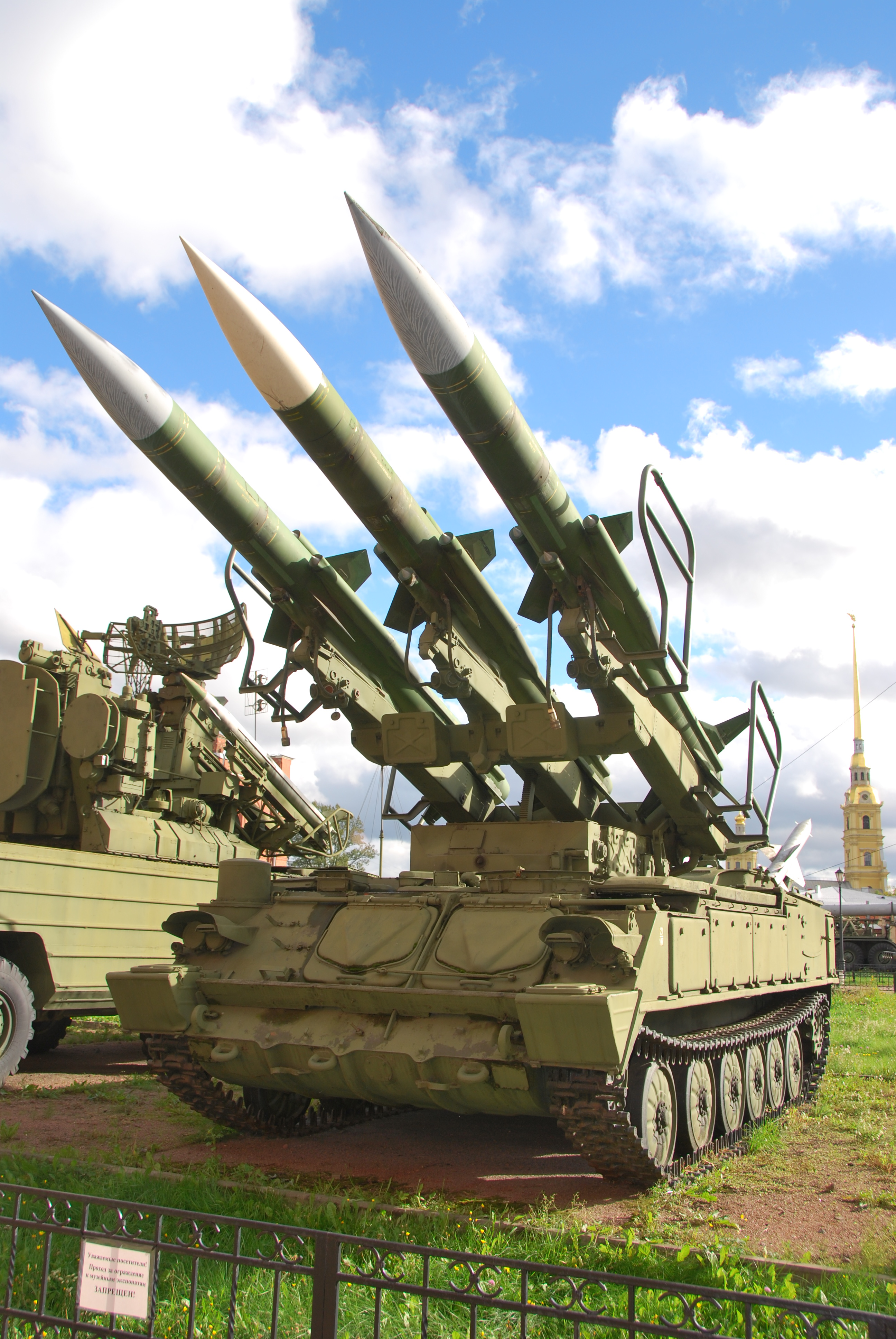
ЗРК «Куб».
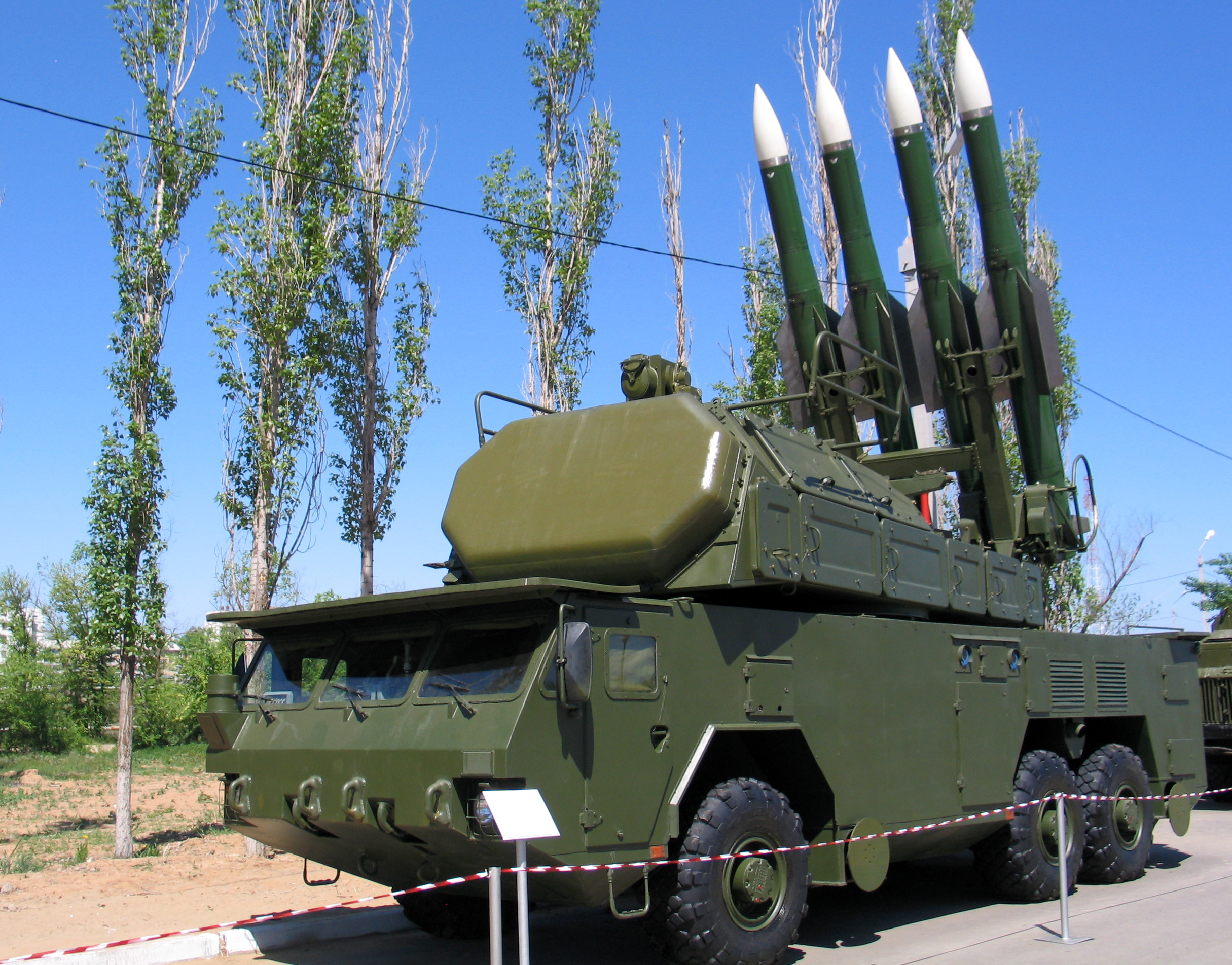
ЗРК «Бук-М2».
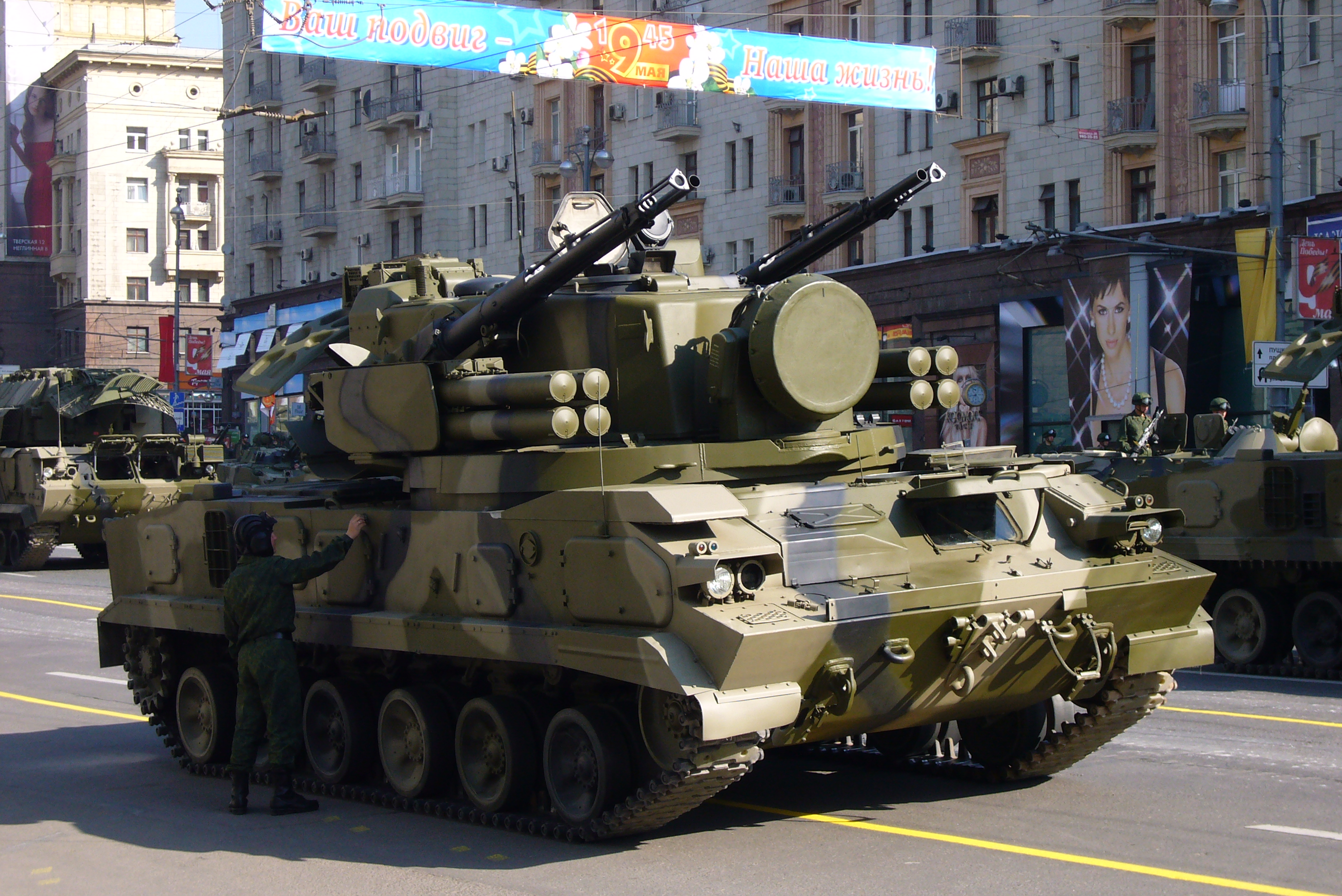
ЗПРК «Тунгуска».

## Гражданская продукция
- медицинское оборудование
  - полифункциональный стерилизатор ГП-40-2, ГП-80-2
  - приспособление обжима колпачков К2, К3 ПОК;
  - аппарат физиотерапевтического воздействия «Мелима»;
  - чемодан-укладка для врачей скорой помощи.
- оборудование топливно-энергетического комплекса
  - приборы контроля пламени горелок на котлоагрегатах «Факел-3М», «Факел-3М-01»;
  - прибор контроля качества используемых нефтепродуктов «ИРЭН-2.2»;
  - аппаратура АВС для обеспечения телефонных каналов телемеханики по ЛЭП на периферийных сетях;
  - аппаратура высокочастотной связи «Связь-Л».

## История
21 апреля 1951 года Совет Министров СССР принял Постановление № 1306-659 об организации радиотехнического производства на заводах Министерства автомобильной и тракторной промышленности СССР. 25 апреля 1951 года Приказом Министерства автомобильной и тракторной промышленности СССР «Ульяновский автомобильный завод» (почтовый ящик п/я № 80) переименован в «Завод № 852» и на нём организовано специальное производство радиолокационной техники оборонного назначения. Производство автомобилей было временно прекращено.
С января 1952 года спецпроизводство завода № 852 начало выпускать радиолокационную станцию орудийной наводки СОН-4 (советская адаптация американского SCR-584 radar) для зенитного артиллерийского комплекса КС-19. Постановлением Совета Министров СССР от 5 июня 1952 года № 2593-981 утверждалось задание на создание производственных мощностей на заводе № 852 из расчета тысяча РЛС в год и 75.000 автомобилей. В 1954 году Совет Министров СССР и Министерство автомобильного, тракторного и сельскохозяйственного машиностроения СССР приказали почтовому ящику п/я № 80 организовать производство автомобилей ГАЗ-69 на временных площадях завода. С 1955 года завод начал массовый выпуск автомобилей и ему было возвращено название «Ульяновский автомобильный завод». С этого времени и до 1966 года спецпроизводство радиолокационной техники и автомобильное производство существовали на УАЗе параллельно. За почти 15 лет в качестве подразделения УАЗа спецпроизводство, кроме РЛС «СОН-4», выпускало наземные радиолокационные запросчики, автомобили-топопривязчики ГАЗ-69Т, РЛС П-15 «Тропа», Антенные посты (приемо-передающие кабины) ЗРК «С-75». В 1965 году автопроизводство УАЗа выпустило 250-тысячный ГАЗ-69 и завершило разработку автомобиля УАЗ-469, а спецпроизводство УАЗа приступило к серийному выпуску зенитной самоходной установки ЗСУ-23-4 «Шилка» и готовилось к производству самоходной установки разведки и наведения (СУРН) 1С91 зенитного ракетного комплекса «Куб».
На основании Постановления Совета Министров СССР от 12.11.1965 г. № 916 и Приказа Министра Радиопромышленности СССР от 29.12.1965 года № 469с спецпроизводство УАЗа получило статус самостоятельного государственного предприятия и название «Ульяновский механический завод» Министерства радиопромышленности СССР (почтовый ящик п/я Г-4756). 1 февраля 1966 года был подписан акт приёма-передачи «Ульяновскому механическому заводу» объектов  по производству радиотехнических изделий «Ульяновского автомобильного завода». С этой даты «УМЗ» начал свою самостоятельную деятельность. Приказом по заводу от 21.12.2005 г. № 1953 - 1 февраля 1966 года утвержден днем образования завода – "День завода". Коллективом «УМЗ» за период с 1966 г. по настоящее время были освоены и запущены в серийное производство ряд высокоэффективных радиолокационных систем и зенитно-ракетных комплексов ПВО.
В 80-х годах на ГП «УМЗ» начат выпуск товаров народного потребления под торговой маркой «Кумир» (в том числе стереофонический полный усилитель).
В феврале 1984 года в д. Кадышевка было созданно подсобное хозяйство Ульяновского механического завода.
В январе 1993 г. директором ГП «УМЗ» назначен Абанин Вячеслав Владимирович. С 1998 года реализуется проект 9К37М1-2 «Бук-М1-2» (модернизация ЗРК СД 9К37М1 «Бук-М1» под ракету 9М317). С 1999 года «УМЗ» совместно с белорусским «Минотор-Сервис» предлагает модернизацию ЗСУ-23-4 "Шилка" до уровня ЗСУ-23-4М4 "Шилка-М4".
В 1999 году ГП «УМЗ» было преобразовано в федеральное государственное унитарное предприятие (ФГУП) «Ульяновский механический завод».
Имеющийся научно-технический потенциал по изготовлению уникальной специальной техники позволил в условиях конверсии решать задачи по созданию продукции для таких отраслей народного хозяйства, как энергетика, медицина, станкостроение, нефтегазовая, автомобильная промышленность.
С 2002 года «УМЗ» предлагает модернизированную ЗСУ из состава ЗПРК «Тунгуска-М1».
В 2002 году Указом Президента РФ от 23.04.2002 г. № 412 "Об ОАО "Концерн ПВО "Алмаз - Антей" создан «Концерн ПВО «Алмаз - Антей». Этим же Указом, а также Постановлением Правительства РФ от 28.06.2001 г. № 480 "Об ОАО "Концерн ПВО "Алмаз - Антей", Распоряжением Правительства РФ от 22 июня 2002 г. N 851-р, Распоряжением Министерства имущества РФ от 11.07.2002 г. № 1938-р «О подготовке к приватизации федерального государственного унитарного предприятия «Ульяновский механический завод», Распоряжением Департамента имущественных отношений Ульяновской области от 10.10.2002 года № 08-0-978 «Об условиях приватизации федерального государственного унитарного предприятия «Ульяновский механический завод» и Передаточным актом от 10.10.2002 года ФГУП «Ульяновский механический завод» было преобразовано в открытое акционерное общество «Ульяновский механический завод» и включено в состав интегрированной структуры ОАО «Концерн ПВО «Алмаз - Антей». Дата государственной регистрации ОАО «Ульяновский механический завод» - 14.10.2002 года.
В 2004 году генеральным директором ОАО «УМЗ» назначен главный инженер завода Горин Анатолий Александрович.
7 июля 2006 г. «УМЗ» посетил заместитель Председателя Правительства – Министр обороны России Сергей Иванов; Министр сообщил журналистам, что "государство богатеет и ассигнования на авиацию, включая ПВО, будут увеличиваться"; Объем производства «УМЗ» в 2004 г. - порядка 370 млн. рублей, в 2005 г. - около 550 млн. рублей, планируемый объем 2006 г. составляет ориентировочно 2 млрд. 400 млн. рублей.
В апреле 2007 г. новым генеральным директором ОАО «УМЗ» стал Лапин Вячеслав Викторович. По инициативе Вячеслава Лапина на заводе внедрены современные технологии, созданы новые производственные участки. Предприятие оснащено новейшим высокотехнологичным оборудованием. Всё это позволило повысить производительность труда, увеличить количество и улучшить качество выпускаемой продукции. Концерн ПВО «Алмаз – Антей», уделяет самое серьёзное внимание заводу, оказывает необходимую поддержку и постоянное содействие в решении важных производственных задач; активно помогает развитию завода и Правительство Ульяновской области.
С 2007 года «УМЗ» производит ЗРК СД 9К317 «Бук-М2» для российских Вооруженных сил и 9К317Э «Бук-М2Э» зарубежным заказчикам.
С 2009 года осуществляется техническое перевооружение предприятия в рамках ФЦП «Развитие ОПК РФ на 2007-2010 годы и на период до 2015 года». Сроки реализации проекта 2009-2014 годы.
25 мая 2009 года по инициативе Вячеслава Лапина на заводе был создан собственный Центр подготовки и переподготовки персонала и специалистов инозаказчиков. Основной задачей Центра является обучение специалистов инозаказчиков, закупающих технику, произведенную на механическом заводе, а также повышение квалификации специалистов предприятия.
В настоящее время (декабрь 2013 г.) ОАО «УМЗ» имеет лицензию на право осуществления образовательной деятельности по 87 образовательным программам.
6 октября 2014 года на базе ОАО «УМЗ» состоялось открытие новой кафедры Ульяновского государственного технического университета «Инфокоммуникационные системы и машиностроение». Заведующим кафедрой является гендиректор ОАО «УМЗ», профессор В.В. Лапин
«УМЗ» включен в перечень стратегических организаций под номером 653, в соответствии с Распоряжением Правительства Российской Федерации от 02.11.2009 г. № 1619-р о внесении изменений в перечень стратегических организаций, а также федеральных органов исполнительной власти, обеспечивающих реализацию единой государственной политики в отраслях экономики, в которых осуществляют деятельность эти организации.
15 февраля 2012 г. Военно-промышленная комиссия при Правительстве Российской Федерации внесла в правительство проект федеральной целевой программы по модернизации оборонно-промышленного комплекса до 2020 года с финансированием в 3 триллиона рублей, сообщил вице-премьер РФ Дмитрий Рогозин. 20 февраля 2012 г. премьер-министр РФ Владимир Путин в статье "Быть сильными: гарантии национальной безопасности для России" напомнил, что на программы развития Вооруженных сил и модернизацию оборонно-промышленного комплекса в предстоящее десятилетие выделяется порядка 23 триллионов рублей. 22 февраля 2012 г. президиум правительства РФ одобрил проект ФЦП «Развитие оборонно-промышленного комплекса Российской Федерации на 2011–2020 годы» (к 2020 году не менее 80 процентов оборудования на предприятиях "оборонки" должно быть не старше 10 лет, а производительность труда должна увеличиться в 2,6 раза). Ранее премьер РФ Владимир Путин предупредил о намерениях снизить госрасходы на военно-промышленный комплекс после окончания реализации государственной программы вооружений 2011 - 2020. Благодаря росту государственных заказов и финансирования доля современных образцов военной техники и вооружений в российской армии, составляющая в 2012 году около 15%, в 2015 году должна вырасти до 30%, к 2020 году — до 70%. Однако после завершения программы объемы госзакупок будут сокращены. Чтобы не допустить спада в отрасли, Путин дал поручение Военно-промышленной комиссии при правительстве РФ представить предложения по организации своевременной переориентации оборонных компаний на выпуск востребованной техники гражданского назначения.
С 2013 года осуществляется реконструкция и техническое перевооружение нескольких цехов-производств на ОАО «УМЗ» в рамках ФЦП «Развитие ОПК РФ на 2011-2020 годы». Сроки реализации проекта 2013-2018 годы.
11 августа 2014 года ОАО «УМЗ» вошло в состав окружного Совета по вопросам развития оборонно-промышленного комплекса Приволжского федерального округа. «Совет по оборонно-промышленному комплексу в ПФО создан как площадка для обсуждения с директорским корпусом предприятий самых насущных проблем «оборонки». Задача этой площадки - максимально сократить дистанцию для донесения этих проблем до высшего руководства страны и тех должностных лиц, которые занимаются решением вопросов ОПК», - подчеркнул полномочный представитель Президента РФ в ПФО Михаил Бабич.
17 февраля 2015 г. зарегистрировано переименование Открытого акционерного общества «Ульяновский механический завод» в Акционерное общество «Ульяновский механический завод».
С 2016 года АО «УМЗ» выпускает ЗРК СД 9К317М «Бук-М3».

## Собственники и Руководство
С 1966 по 2002 годы «УМЗ» было государственным и федеральным государственным унитарным предприятием. С 2002 года, после преобразования в акционерное общество, часть акций ОАО «УМЗ», находится в непосредственной собственности Российской Федерации (в лице Федерального агентства по управлению государственным имуществом), все остальные акции – в собственности ОАО «Концерн ПВО «Алмаз – Антей» (100% акций которого в федеральной собственности). Согласно годовым отчётам АО «УМЗ» и ОАО «Концерн ПВО «Алмаз – Антей» за 2014 год, доля Российской Федерации в уставном капитале «УМЗ» по акциям на 31.12.2014 г.: 4,25%, доля Концерна «Алмаз – Антей»: 95,75%.
Первый директор ГП «УМЗ» с 1966 по 1971 гг. -  Александр Исаакович Иоффе (16.04.1917, г. Коканд, Туркестан - 04.05.1984, г. Ульяновск). Окончил в 1937 г. Челябинский тракторный техникум, в 1945 г. Горьковский индустриальный институт. С 1939 по 1947 – старший конструктор Горьковского автозавода. С 1947 по 1951 – главный конструктор Рижского завода «Автоэлектроприбор». С 1951 по 1966 – на Ульяновском автозаводе: начальник сектора, начальник отдела ОКБ, главный инженер, начальник ОТК, главный инженер.
С 1971 по 1979 гг. директор ГП «УМЗ» - Титов Виктор Васильевич (25.07.1915, с. Брыковка Духовницкого р-на Саратовской обл. - 30.05.1995, г. Ульяновск). Окончил в 1939 г. Челябинский педагогический рабфак, в 1950 г. Челябинский механико-машиностроительный институт. Участник ВОВ. С 1950 по 1966 гг. - на Ульяновском автозаводе: конструктор, ведущий конструктор, главный инженер ОКБ, начальник ОКБ. С 1966 по 1971 гг. главный инженер ГП «УМЗ».
С июня 1979 - по ноябрь 1981 гг. директор ГП «УМЗ» - Самсонов Юрий Григорьевич. Родился 27 декабря 1929 года в деревне Холмогоры Карсунского района Ульяновской области. Окончил в 1958 г. Ульяновский сельскохозяйственный техникум. Работал слесарем, мастером, затем старшим мастером на Ульяновском автомобильном заводе. Без отрыва от производства окончил Московский автомобильно-дорожный институт, получив квалификацию инженера-механика. В 1963-1972 гг. работал начальником производственно-диспетчерской службы, начальником каркасно-сборочного цеха УАЗ. В апреле 1972 года перешел на партийную работу. С 1972 по 1977 годы секретарь парткома Ульяновского механического завода; после окончания высшей партийной школы при ЦК КПСС, с июля 1977 по июнь 1979 гг. - второй секретарь Ульяновского горкома КПСС. В 1982-1990 гг. - 2-й и 1-й секретарь Ульяновского обкома КПСС.
С 1981 по 1986 гг. директор ГП «УМЗ» - Кошеваров Геннадий Алексеевич. Родился 17 января 1939 г. Окончил в 1976 г. Горьковский государственный университет им. Н. И. Лобачевского. С 1955 по 1966 гг. - на Ульяновском автомобильном заводе: слесарь, инженер-технолог. С 1966 по 1967 - на комсомольской работе. С 1967 по 1973 на ГП «УМЗ»: инженер, инженер-конструктор, начальник смены, начальник цеха. С 1976 по 1981 - на партийной работе.
С 1986 по 1993 гг. директор ГП «УМЗ» - Анишин Анатолий Алексеевич (06.09.1938, г. Жуковка Брянской обл. - 01.11.2000, г. Ульяновск). Окончил в 1965 г. Харьковский политехнический институт. С 1966 по 1982 гг. - на ГП «УМЗ»: инженер, ст. инженер, начальник участка, начальник цеха. С 1982 г. - директор завода «Искра» ПО «Электроприбор». С 1986 по 2000 гг. - на «УМЗ».
С января 1993 г. по сентябрь 2004 г. директор ГП – ФГУП – ОАО «УМЗ» - Абанин Вячеслав Владимирович. Родился 12 января 1953 года. В 1975 г. окончил Ульяновский политехнический институт, трудовой путь начал инженером-конструктором в головном специальном КБ завода тяжелых и уникальных станков. В 1979 г. избирался первым секретарем Засвияжского райкома ВЛКСМ. В 1983 г. был переведен в горком КПСС инструктором в отдел организационной работы. В 1985 г. получил направление на хозяйственную работу на УМЗ, где работал заместителем начальника цеха, начальником цеха, секретарем парткома.
С сентября 2004 г. по апрель 2007 г. генеральный директор ОАО «УМЗ» - Горин Анатолий Александрович (19.02.1942, с. Араповка Майнского р-на Ульяновской обл. - 04.09.2014, г. Ульяновск). Окончил в 1970 г. Ульяновский политехнический институт. С 1965 - электрик на Ульяновском автомобильном заводе. С 1966 - на ГП «УМЗ»: мастер, ст. мастер, начальник техсектора, начальник бюро, начальник цеха, начальник производства программной обработки, с 1987 - главный инженер.
С апреля 2007 г. генеральный директор ОАО - АО «УМЗ» - Лапин Вячеслав Викторович. Родился 9 апреля 1957 года в г. Оренбург. Образование высшее, в 1980 г. окончил Ленинградский институт авиаприборостроения по специальности «инженер-электромеханик». С 1980 по 1989 гг. в Ленинградском Специальном конструкторском бюро прецизионного станкостроения: инженер, ст. инженер, инженер-конструктор. С 1989 по 1990 гг. - зам. главного энергетика ПТО им. Козицкого г. Ленинград. С 1993 по 2003 гг. работал генеральным директором ЗАО "Завод "Измерон" (Ленинградский инструментальный завод). В 2000 г. - выпускник программы профессиональной переподготовки "Финансовый менеджмент" факультета менеджмента СПбГУ. В январе 2003 г. - в составе Координационного совета по социально-экономическому развитию территориального управления Центрального административного района Санкт-Петербурга. С 2003 по 2007 гг. - генеральный директор, зам. генерального директора ОАО (ранее ФГУП) "Государственный Обуховский завод" в Санкт-Петербурге.

## Награды, конкурсы
Указом Президиума Верховного Совета СССР от 18 января 1971 года за успешное выполнение пятилетнего плана и организацию производства новой техники (ЗСУ-23-4 «Шилка», ЗРК «Куб/Квадрат») Ульяновский механический завод был награждён высшей наградой государства – орденом Ленина
Производимый с 1988 г. усилитель «Кумир У-001 стерео» соответствовал требованиям предъявляемым к Hi-Fi аппаратуре и удостоен серебряной медали ВДНХ СССР. Инкубатор тромбоцитов в 2002 г. завоевал серебряную медаль на Всемирном салоне изобретений в Париже, а в 2002 г. и 2003 г. – золотые медали на 2-м и 3-м Московских международных салонах инноваций и инвестиций. Медицинские стерилизаторы ГП-40 и ГП-80, выпускаемые предприятием, в 2002 г. удостоились 1-го места на конкурсе «100 лучших товаров России» с правом ношения соответствующего знака.
В сентябре 2001 г. за весомый вклад в развитие промышленности ФГУП "Ульяновский механический завод" награждено золотой медалью и Дипломом на VI Всероссийском научно-промышленном форуме «Россия Единая», который при поддержке Правительства проводился на Нижегородской ярмарке. ФГУП "Ульяновский механический завод" стало лауреатом премии Российской Академии Бизнеса и Предпринимательства "Элита российского бизнеса" за 2002 год. Завод в 2001 г. и 2002 г. признан победителем конкурса «1000 лучших предприятий России», причём, по итогам работы в 2002 году, вошёл в первую их сотню.
24 декабря 2007 года состоялось вручение национальной премии «Золотая идея» (по итогам 2006 г.) за заслуги и достижения в области военно-технического сотрудничества Российской Федерации с иностранными государствами, учрежденной Федеральной службой по военно-техническому сотрудничеству России. Лауреатом 1-й премии в номинации "За вклад в области разработки продукции военного назначения" стал авторский коллектив ОАО «УМЗ» совместно с ФГУ «КБМ» за модернизацию зенитной самоходной установки «Шилка» с установкой модулей «Стрелец». 22 декабря 2009 года на вручении национальной премии «Золотая идея» (по итогам 2008 г.) Лауреатом 3-й премии в номинации "За успехи в области производства продукции военного назначения" стал авторский коллектив ОАО «УМЗ» совместно с ОАО «НИИП им.В.В.Тихомирова» за освоение серийного производства зенитного ракетного комплекса «БУК-М2Э». Лауреатом Национальной премии «Золотая идея» в 2013 г. (по итогам 2012 г.) в номинации «За личный вклад, инициативу и усердие в решении задач военно-технического сотрудничества» стал генеральный директор ОАО «УМЗ» Лапин Вячеслав Викторович. Распоряжением Правительства Российской Федерации от 28 февраля 2013 года за разработку и серийное освоение ЗРК СД «Бук-М2Э» присвоено звание лауреатов премии Правительства Российской Федерации в области науки и техники за 2012 год авторскому коллективу, в том числе и работникам ОАО «УМЗ».
В 2010 г. ОАО «УМЗ», как потребитель электрической и тепловой энергии, наиболее активно внедряющий энергоэффективные и энергосберегающие технологии, получило приз «Энергоэффект года» Третьего Межрегионального Конкурса Энергетического Сотрудничества, проводимого ЗАО «КЭС» и ОАО «Волжская ТГК», а также победило в специальной номинации - «За волю к энергосбережению», учреждённой для участников за активный интерес к вопросам энергосбережения.
24 апреля 2012 г. были подведены итоги конкурса среди дочерних и зависимых обществ, посвящённого десятилетию образования Концерна ПВО «Алмаз – Антей», ОАО «УМЗ» удостоилось Почётной грамоты за высокие показатели по росту выручки.
Защитное сооружение Ульяновского механического завода завоевало I место по итогам смотра-конкурса «Лучшее содержание, использование защитных сооружений гражданской обороны в 2012 году в Приволжском федеральном округе».
24 апреля 2014 г. администрация Засвияжского района г. Ульяновск отметила ОАО «УМЗ» как одного из лучших активных участников весеннего месячника по благоустройству, за содержание в надлежащем состоянии семи гектар прилегающей зеленой зоны

## Санкции
19 мая 2023 года, из-за вторжения России на Украину, Ульяновский механический завод был включён в санкционный список США «за поддержку военного и оборонного сектора России». Ранее, 19 октября 2022 года, завод попал под санкции Украины так как он производит вооружение которое используется российскими войсками в ходе нападения на Украину.
18 декабря 2023 года завод попал под санкции стран Евросоюза так как он «поставляет зенитные ракетные комплексы и радиолокационные системы, которые используют российские вооруженные силы в агрессивной войне против Украины». 21 февраля 2024 года завод включён в санкционный список Канады против организаций связанных с военно-промышленным комплексом»».

## Известные работники предприятия
- Крашенинников Виктор Григорьевич  — фрезеровщик Ульяновского механического завода. Герой Социалистического Труда (1974).
- Иоффе Александр Исаакович — советский инженер-конструктор, первый директор Ульяновского механического завода (ГП «УМЗ») (1966—1971), лауреат Государственной премии СССР.
- Самсонов Юрий Григорьевич — советский хозяйственный, государственный и политический деятель. Директор Ульяновского механического завода.
- Трунилин Сергей Иванович — полный кавалер ордена Славы, работал на заводе.
- Егуткин Аркадий Ефимович — советский и российский художник, народный художник РФ (2011), работал на заводе[61].

## Факт
- На заводе хорошо развивается спорт. При заводе есть спортивный комплекс "Авангард", действует футбольная команда "Авангард", основана в 1974 году, которая удачно выступает на Кубках Ульяновской области по футболу и Чемпионатах Ульяновской области по футболу.

## Галерея

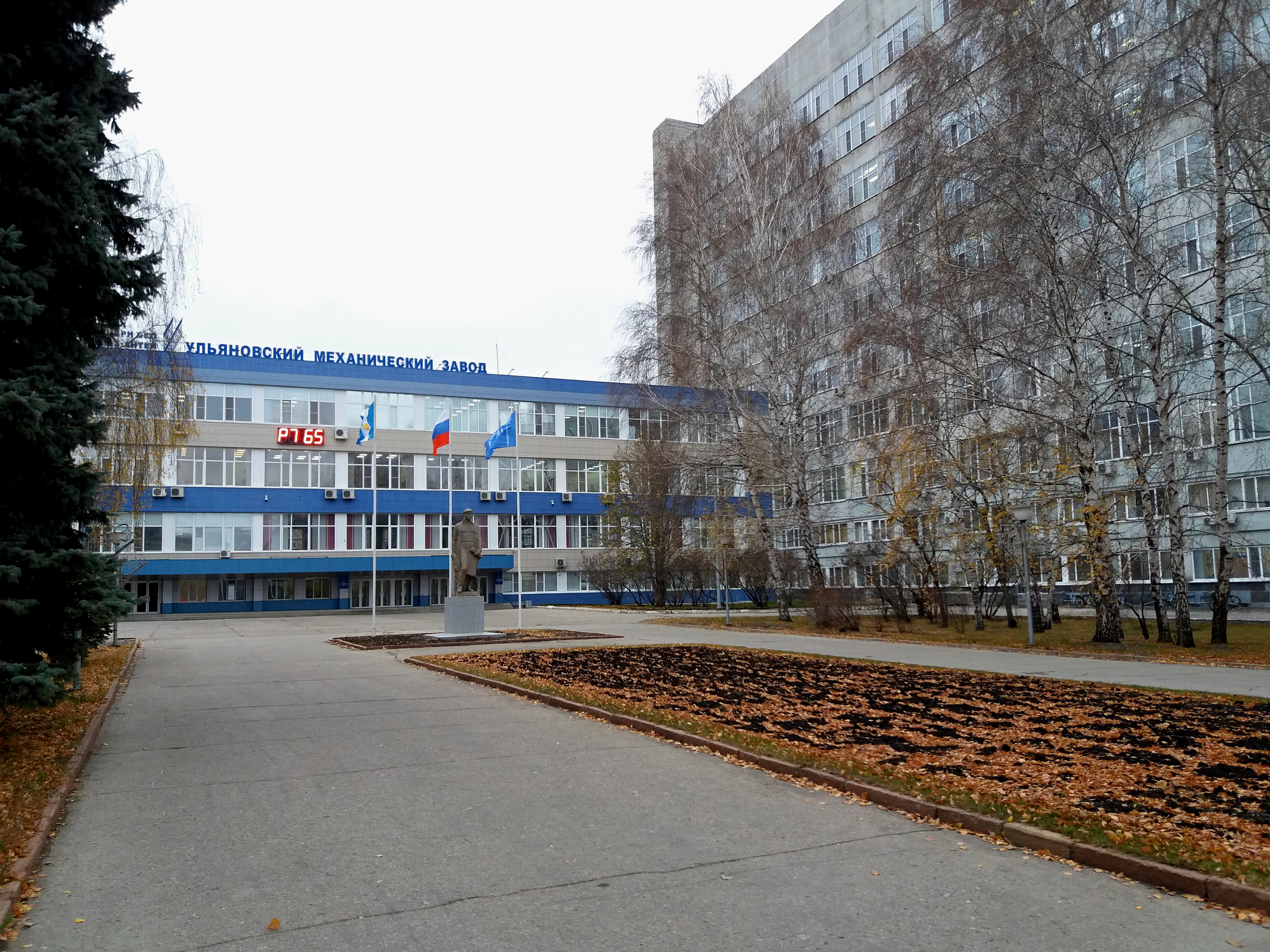
Ульяновский механический завод.
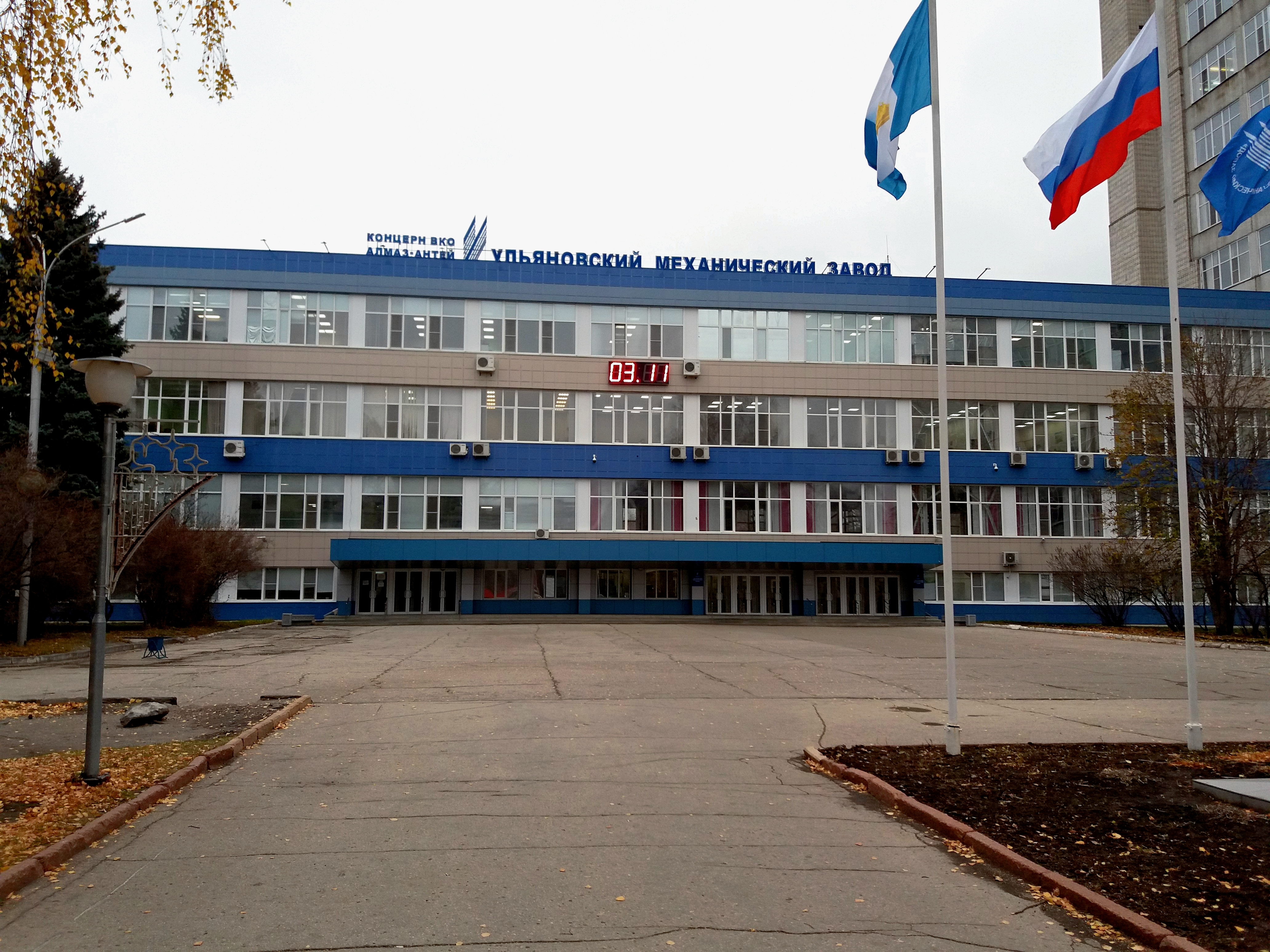
Ульяновский механический завод.